# 卡奇县
卡奇县（英語：Kachchh）为印度西部古吉拉特邦辖县。全县总面积45,612平方公里，为印度面积仅次于查谟-克什米尔邦列城县第二大县，人口2,092,371人（2011年）。行政中心驻普杰市。
“卡奇”（Kachchh）当地语言即“时干时湿”之意，因该县的大片地区属于卡奇沼泽地，这片地区雨季的时候变成漫积薄水的浅水湿地，其他季节则干涸一片。

## 地理

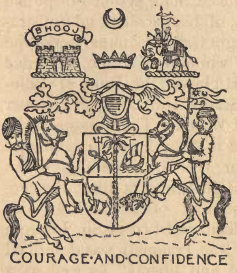

“卡奇”一词源自梵语，其他含义可以指龟甲或穿着衣服沐浴时的布料皱褶状。
卡奇实际上是一个岛屿，东面和北面被大卡奇沼泽地、小卡奇沼泽地包围，南部和西部被卡奇湾和阿拉伯海从卡提亚瓦半岛隔离开来。从前，卡奇沼泽地为阿拉伯海的延伸部分，山脊呈东西走向，与卡奇湾呈平行状。北部与印巴二国的边界线位于卡奇沼泽地北缘，西北部沿Sir溪作为印巴分界线目前存在争议。
1819年6月16日，卡奇爆发的地震部分改变了印度河的流向，地面下限形成内陆海。